# Стешенко Микола Володимирович
Стеше́нко Мико́ла Володи́мирович (нар.28 листопада 1927, Диканька, Полтавська область, Україна — пом.18 березня 2018) — український вчений-астрофізик, доктор фізико-математичних наук, професор. Академік Національної академії наук України (1997), член-кореспондент АН СРСР (1990) та Російської академії наук (1991). Заслужений діяч науки і техніки України.
Директор Науково-дослідного інституту «Кримська астрофізична обсерваторія» у 1987—2005.

## Біографія
Батько Миколи Стешенка,— Володимир Олександрович,— був головою колгоспу «Іскра комунізму», а мати працювала на різних роботах, ростила трьох дітей.
Школу закінчив у повоєнні роки з золотою медаллю.
Навчався на фізичному факультеті Київського державного університету ім. Т. Г. Шевченка, де обрав спеціалізацію «астрофізика», з якою надалі й було пов'язане усе його життя.
По закінченню університету прийнятий до аспірантури, де темою наукових досліджень обрав фізичні процеси на Сонці. У 28 років захистив кандидатську дисертацію у Пулковому під Ленінградом.
1957 року Микола Стешенко прийшов працювати науковим співробітником до Кримської асторфізичної обсерваторії. Тут він пройшов шлях від молодшого наукового співробітника до директора Науково-дослідного інституту «Кримська астрофізична обсерваторія».
Дисертацію доктора наук захистив у 1973 році.
Працював завідувачем лабораторії експериментальної астрофізики. Під його керівництвом було створено велику технічно оснащену лабораторію, де освоєно технологію отримання першокласних великогабаритних оптичних поверхонь.
Плідну наукову діяльність М Стешенко завжди поєднував з адміністративною: протягом 26 років обіймав посаду заступника директора, потім 17 років очолював НДІ «КрАО», а також одну з найбільших його лабораторій.
Нині Микола Володимирович Стешенко професор кафедри астрономії і методики фізики Таврійського національного університету імені В. І. Вернадського, член редакційної колегії журналу «Космічна наука і технологія».

## Наукова діяльність
Микола Володимирович Стешенко відомий як астрофізик, дослідник Сонця і фахівець з оптики й телескопобудування.
Він виконав низку фундаментальних досліджень з фізики Сонця, вивчаючи тонкі ефекти в спостереженнях. Учений довів, що сонячні плями виникають при напруженості магнітного поля близько 1500 гс, а не 200—300 гс, як вважалося раніше. Цей результат принципово важливий для розуміння природи сонячного магнетизму і має фундаментальне значення. Уперше встановлено верхню межу для магнітного поля сонячних гранул, виявлено тонкоструктурні елементи у флокулах Сонця з напруженістю магнітного поля до 200 гс. Ці дані згодом були повністю підтверджені у дослідженнях закордонних учених і лягли в основу докторської дисертації, яку Микола Володимирович захистив 1973 року. Учений брав активну участь у лабораторному моделюванні процесу сонячних спалахів і вивченні спектрів потужного імпульсного розряду у водні, одержавши важливі для розуміння природи сонячної
активності результати. Як завідувач лабораторії експериментальної астрофізики М. В. Стешенко успішно займався космічними дослідженнями. Особливо слід відзначити важливі результати, які він отримав на основі аналізу ультрафіолетових спектрів активних областей на Сонці за допомогою орбітального сонячного телескопа станції «Салют-4». За участю Миколи Володимировича було розроблено методи прогнозування радіаційної безпеки сонячних спалахів, які застосовували в оперативній службі під час польотів радянських космонавтів. Ще одна сфера наукових зацікавлень М. В. Стешенка — розробки в галузі адаптивної оптики і створення оптичних систем для наземних і космічних телескопів нового покоління. Під керівництвом ученого в НДІ «КрАО» створено велику технічно оснащену лабораторію, де освоєно технологію отримання першокласних великогабаритних оптичних поверхонь, зокрема дзеркал із ситалу. Це дало можливість радикально перебудувати баштовий сонячний телескоп обсерваторії, який став одним із найбільших і найефективніших телескопів у світі.
Під науковим керівництвом Миколи Володимировича були створені найбільший орбітальний сонячний телескоп ОСТ-1, який успішно працював у 1975 році на станції «Салют-4» у космосі; оптика першого в нашій країні багатоелементного телескопа діаметром 1,2 метра. Розроблено принципове рішення багатоелементного оптичного телескопа діаметром 25 метрів. Запропоновано метод виготовлення і контролю тонких дзеркал для зоряного космічного телескопа і виготовлено оптику високої якості для найбільшого на той час у космосі телескопа діаметром 0,8 м, який успішно працював з березня 1983 р. упродовж 6 років на високоапогейному об'єкті «Астрон» і дав цінну наукову інформацію про ультрафіолетові спектри зірок, галактик, квазарів, комети Галлея, Наднової зірки 1987 року.
Плідну наукову діяльність М. В. Стешенко поєднує з адміністративною: протягом 26 років він був заступником директора, 17 років очолював НДІ «КрАО» і, зокрема, одну з найбільших його лабораторій. Сьогодні учений керує розробленнями космічного ультрафіолетового телескопа діаметром 1,7 метра для міжнародної високоапогейної станції «WSO-UV».
М. Стешенко автор понад 85 наукових публікацій.

## Смерть
Помер 19 березня 2018 року на 91 році життя.

### Публікації
- А.с. № 217474. Ультрафиолетовый космический телескоп/ Н. В. Стешенко…, А. А. Боярчук и др. // Приоритет изобретения 11 июня 1984 г.

- А.с. № 1394349. Линейный электродвигатель/ А. М. Гущин… Н. В. Стешенко и др. // Приоритет изобретения 24 января 1986 г.

- А.с. № 1502272. Станок для обработки асферических поверхностей/ А. М. Гущин…, Н. В. Стешенко и др. // Приоритет изобретения 15 сентября 1986 г.

- А.с. № 2425512. Линейный электродвигатель/ А. М. Гущин… Н. В. Стешенко и др. // Приоритет изобретения 14 октября 1985 г.

- Адаптивные оптические системы в крупногабаритном телескопостроении/ Н. В. Стешенко, В. В. Сычев // Итоги науки и техники. Сер. Управление пространственной структурой оптического излучения.- Т.1: Проблемы управления пространственной структурой световых пучков.- М., 1990.- С. 107—167.

- Астрономический телескоп АСТ-1200 с составным главным зеркалом/ Н. Д. Устинов, А. С. Васильев, Ю. П. Высоцкий… Н. В. Стешенко и др. // Оптико-механическая промышленность.- 1985.- № 11.- С. 22-25.

- Астрофизические эксперименты/ Р. Е. Гершберг, Н. Н. Степанян, Н. В. Стешенко // Космічні дослідження в Україні: 2002—2004.- Киев, 2004.- С. 34-39.

- Гелиофизические и оптические эксперименты / Н. Н. Степанян, Н. В. Стешенко // Космічні дослідження в Україні: 2004—2006. — 2006. — С. 41-48.

- Изучение условий возникновения вспышек на Солнце/ Н. В. Стешенко // Вестник АН СССР.- 1973.- № 3.- С. 42-48.

- Исследование активных областей Солнца в ультрафиолетовой области спектра на «Салюте-4»/ А. В. Брунс, Г. М. Гречко, А. А. Губарев…, Н. В. Стешенко и др. // Внеатмосферные исследования активных областей на Солнце.- М., 1976.- С. 12-15.

- Исследование контуров хромосферных линий водорода, гелия и ионизованного кальция/ Н. В. Стешенко, Е. Н. Земанек // Полные солнечные затмения 25 февраля 1952 г. и 30 июня 1954 г.- М., 1958.- С. 36-48.

- Исследование профилей хромосферных линий водорода гелия и ионизованного кальция/ Е. Н. Земанек, Н. В. Стешенко // Астрон. циркуляр.- 1955.- № 165.- С. 6-8.

- Исследование солнечной хромосферы по спектрограммам затмения 25 февраля 1952 года и 30 июня 1954 года: Автореф. дисс… канд. физ.- мат.наук: 01.03.02/ Н. В. Стешенко.- Л.,1955.- 10 с.

- Исследование солнечной хромосферы по спектрограммам затмения 25 февраля 1952 года и 30 июня 1954 года: Дисс… канд. физ.-мат. наук: 01.03.02/ Н. В. Стешенко.- Киев, 1955.- 136 с.

- Крымская астрофизическая обсерватория Академии наук СССР/ П. П. Добронравин, Н. В. Стешенко.- Симферополь, 1965.- 79 с.

- Магнитные поля и вопросы прогнозы вспышек/ А. Б. Северный, Н. В. Стешенко // Солнечно-земная физика.- 1969.- С. 3-9.

- 1.7-метровый космический телескоп для изучения ультрафиолетового излучения небесных тел — проект спектр- УФ/ Р. Е. Гершберг, Л. В. Дидковский, А. М. Зверева, Н. В. Стешенко // Актуальные вопросы развития инновационной деятельности в государствах с переходной экономикой.- Симферополь, 2001.- С. 18-21.

- Опыт работы с 7-летним адаптивным телескопом/ Н. В. Стешенко, В. В. Мычев // Атмосферная нестабильность и адаптивный телескоп.- Л., 1988.- С. 5-10.

- Проект космического эксперимента «Спектр-УФ»/ Р. Е. Гершберг, А. М. Зверева, П. П. Петров…, Н. В. Стешенко и др.// Космическая наука и технология.- 1995.- Т. 1, № 1.- С. 47-56.

- Результаты исследований, проверенных с орбитальным солнечным телескопом ОСТ-1 станции «Салют-4»/ А. В. Брунс, Г. М. Гречко, А. А. Брунс…, Н. В. Стешенко и др. // Космическая физика: Труды VI науч. чтений по космонавтике.- М., 1982.- С. 37-45.

- Результаты исследования ультрафиолетовых спектров солнечных активных образований, полученных на телескопе ОСТ-I станции «Салют-4»/ А. В. Брунс, Г. М. Гречко, А. А. Губарев…, Н. В. Стешенко и др. // Научные чтения по космонавтике,6, посвященные памяти выдающихся советских ученых-пионеров освоения космического пространства: Программа чтений.- М., 1982.- С. 10.

- Спектроскопия солнечных вспышек с эшеле/ А. Б. Северный…, Н. В. Стешенко и др. // Астрон. журн.- 1960.- Т. 37, № 1.- С. 23-31.

- Структурные особенности активних образований Солнца: Автореф. дисс… докт. физ. — мат. наук.:01.03.02/ Н. В. Стешенко.- М., 1973.- 16 с.

- Структурные особенности активних образований Солнца: Дисс. докт. физ.- мат.наук: 01. 03. 02/ Н. В. Стешенко.- Б/м, 1972.- 298 с.

- Українські фізики та астрономи: Посібник — довідник/ Н. В. Стешенко(про него).- Тернопіль, 2007.- С. 221—222.

- Astronomical site in the Ukraine: current status and problems of preservation/ I.B. Vavilova, V.G. Karetnikov, A.A. Konovalenko…, N.V. Steshenko et al. // Preserving the Astronomical Sky: Proceedings of IAU Symposium No. 196.- Berlin etc., 2001.- P. 153.

- The connection of fine-structure photospheric features in active regions with magnetic fields/ N.V. Steshenko // Structure and development of solar active regions: IAU Symp. No.35.- Dordrecht, 1968.- P. 201.

- Cygnus X-3/ N.V. Steshenko, V.A. Efanov, I.G. Moiseev, N.S. Nesterov // IAU Circular.- 1980.- No. 3522.- P. 3.

- Design project of large astronomical telescope AST-10/ A.A. Boyarchuk, N.V. Steshenko, N.D. Belkin et al. // Advanced technology optical telescope. V: Proceed.- Bellingham, 1994.- P. 76-79.- (SPIE Proc. ser.; Vol. 2199).

- Development of methods of solar flare forecasting/ A.B. Severny, N.V. Steshenko // COSPAR Space research, 13: Vol. 2.- Berlin, 1973.- P. 809—815.

- Heliophysical and optical experiments/ N.N. Stepanian, N.V. Steshenko // Space research in Ukraine Reports.- 2006.- 2004—2006.- P. 41-48.

- Methods for the forecasting of solar flares/ A.B. Severny, N.V. Steshenko // Solar Terrest. Phys. Proceed. Inst. Symp.- Dordrecht, 1972.- Pt. 1.- P. 173—181.

- New astronomical telescope AST-1200 with a segmented, actively controlled primary mirror/ N.G. Basov…, N.V. Steshenko et al. // SAO Special Report.- 1979.- No. 385.- P. 185—189.

- Observations of resonance-line polarization in the Solae E.U.V./ J.O. Stenflo, D. Dravins, J. Ohman…, N.V. Steshenko et al. // Proceed. workshop on measurements and interpretation of polarization arising in the solar chromosphere and corona.- Nice, France, 1976.- P. 147—160.

- On the feasibility of the 25-meter optical telescope/ N.V. Steshenko // Smithsonian Astrophys. Obs. Special Report.- 1979.- No. 385.- P. 191—197.

- On the forecasting of solar flares/ S.I. Gopasyuk, M.B. Ogir, A.B. Severny…, N.V. Steshenko // International Astronomical Congress, 13: Proceed… Vol. 1.- Wien etc., 1964.- P. 63-69.

- Orbital solar telescope on Salyut-4 station/ A.V. Bruns, G.M. Grechko, A.A. Bubarev…, N.V. Steshenko et al. // Acta Astronautica.- 1977.- Vol. 4, No. 11-12.- P. 1121—1125.

- Orbiting solar telescope on «Salyut-4» station/ A.V. Bruns, G.M. Grechko, A.A. Gubarev…, N.V. Steshenko et al. // Acta Astronautica.- 1977.- Vol. 4.- P. 1121—1125.

- Salyut-4 observations of active regions on the Sun/ A.V. Bruns, G.M. Grechko, A.A. Gubarev…, N.V. Steshenko et al. // The Energy balance and hydrodynamics of the solar chtomosphere and corona: Proceed. IAU Coll. No. 36.- France, 1977.- P. 333—367.

- A simple CCD-system for secondary alignment of the SPECTRUM UV space telescope/ L.V. Didkovsky, N.V. Steshenko, P.I. Borzyak, A.I. Dolgushin // New development in array technology and applications: IAU Symp. No. 167.- Dordrecht etc., 1995.- P. 331.

- Some results on testing the system for alignment maintaining of the Spectrum-UV Space Telescope/ L.V. Didkovsky, N.V. Steshenko, P.I. Borzyak et al. // JENAM-95 (4th European and 39th Italian Astron. meet.): progress in European astrophys. facilities, new instruments & technolog. sci. challenges: Abstracts.- Catania Astrophys. Obs., 1995.- P. 313.

- Soviet shorth-term forecasts of active region evolution and flare activity/ A.B. Severny…, N.V. Steshenko et al. // Solar-Terrestrial predictions. Proceed. Vol. 1.- Boulder, 1979.- P. 72-88.

- Spectral line studies of granulation/ N.V. Steshenko // Transactions of the IAU. Vol. XIB: Proceed.11th General assembly.- London etc., 1962.- P. 198—199.

- The Spectrum-UV mission: international ultraviolet observatory/ E.G. Tanzi, A.A. Boyarchuk, M. Grewing, N.V. Steshenko // 1997.- Vol. 7, No. 4.- P. 345—359; JENAM-95 (4th European and 39th Italian Astron. meet.): progress in European astrop. facilities, new instruments & technolog. sci. challenges: Abstracts.- Catania Astrophys. Obs., 1995.- P. 321.

- The Spectrum-UV project/ M. Rodono, E.G. Tanzi, A.A. Boyarchuk, N.V. Steshenko // Angular momentum evolution of young stars: Proceed. NATO Advanced research workshop.- Dordrecht etc., 1991.- P. 405—408.- (NATO ASI. Ser. C. Math. Phys. Sci.; Vol. 340).

- The Spectrum UV project and the high resolution double spectrograph/ N. Kappelmann, H. Becker-Ross, S. Florek…, N.V. Steshenko et al. // Ultraviolet-optical space astronomy beyond HST: Proceedings.- USA, 1999.- P. 223—227.

- Ultraviolet spectra of solar flocculate and prominences obtained on Salyut-4/ A.V. Bruns, G.M. Grechko, A.A. Gubarev et al. // COSPAR Space Research.- Berlin, 1976.- Vol. 16.- P. 813—818.

- The world space observatory (WSO/UV) archive: Requirements for interoperation/ A.I. Gomez de Castro, D. Ponz, W. Wamsteker…, N. Steshenko et al. // Toward an International Virtual Observatory: Proceedings of the ESO/ESA/ NASA/NSF conference.- Berlin etc., 2004.- P. 279.

## Відзнаки
За космічні дослідження академік Стешенко нагороджений орденами Трудового Червоного Прапора, «За трудові досягнення» IV ступеня, а також дипломом Всеукраїнської акції «Золота Фортуна». На честь всесвітньо відомого академіка названа одна з малих планет Сонячної системи.
Учений має почесне звання «Заслужений діяч науки і техніки України». За видатні наукові заслуги М. В. Стешенко нагороджений ювілейною медаллю «Національній академії наук України — 80 років» (1998), Почесною грамотою Ради з космічних досліджень Національної академії наук України «За багаторічну плідну працю в галузі наукових космічних досліджень» (2002), Почесною грамотою Міністерства освіти і науки України «За багаторічну плідну працю, вагомий внесок у розвиток науки України» (2002), нагрудним Знаком Міністерства освіти і науки України «За наукові досягнення» (2005).